# السفارة السعودية في تونس
سفارة المملكة العربية السعودية في تونس هي البعثة الدبلوماسية السعودية الرسمية في تونس ، ويترأسها سفير خادم الحرمين الشريفين عبد العزيز الصقر الناهسي.

## الموقع
تطل السفارة على شارع محمد البوعزيزي في المركز العمراني الشمالي من تونس العاصمة، وهي محاذية لمدينة العلوم.

## السفراء
سفراء السعودية في تونس هم على التوالي:
| السفير                                        | بداية العهدة   | نهاية العهدة   |
| --------------------------------------------- | -------------- | -------------- |
| أحمد بن علي القحطاني                          | ؟              | ؟              |
| إبراهيم السعد البراهيم                        | 2005           | 2009           |
| خالد بن مساعد العنقري                         | 2011           | مايو 2015      |
| عبد العزيز بن عبد الله الداود (قائم بالأعمال) | مايو 2015      | 16 نوفمبر 2016 |
| محمد بن محمود بن علي العلي                    | 16 نوفمبر 2016 | 2020           |
| عبد العزيز الصقر الناهسي                      | 2020           | الآن           |

## مقالات ذات صلة
- العلاقات التونسية السعودية
- قائمة البعثات الدبلوماسية السعودية
- العلاقات الخارجية للسعودية

## روابط خارجية
- موقع سفارة المملكة العربية السعودية السعودية في تونس.
- وزارة الخارجية السعودية.